# Micromescinia pygmaea
Micromescinia pygmaea är en fjärilsart som beskrevs av Dyar 1914. Micromescinia pygmaea ingår i släktet Micromescinia och familjen mott. Inga underarter finns listade i Catalogue of Life.